# Adunajščina
Adunajščina oz. Adûnaic je domačinski jezik Númenorcev (zato imenovan tudi númenorščina). Razvil se je iz starodavnega jezika ljudi Hadorove hiše. Izraz adûnaic pomeni 'jezik zahoda', pojavil pa se je na začetku Drugega veka. Jezik se je uporabljal okoli 3300 let, saj po Padcu Númenorja o njegovi uporabi ni več sledi. Adunajščina je pozneje služila kot podlaga, iz katere se je razvila zahodščina.